# 筒井順尊
筒井 順尊（つついじゅんそん）は、室町時代後期の武将。大和国の国人筒井氏当主。筒井順永の子。栄藤。舜覚坊。

## 略歴
当時の大和は畠山義就と畠山政長が対立した影響で国人も2派に分かれて抗争していた。筒井氏は政長派に属し、応仁の乱では順尊は父・順永と共に義就派の越智家栄、古市澄胤と大和で戦った。
しかし、文明8年（1476年）に父が死去、翌年9月に畠山義就が河内国に下向して政長派を撃滅・制圧すると越智家栄らも勢いづいて順尊・箸尾為国らを大和から追放、河内と大和は義就の手に入った（正式な守護は政長と興福寺だが、義就が実力で取得した）。結果、順尊ら政長派は流浪の身となった。後に十市遠清・遠相父子も大和から脱出した。
その後は大和で度々ゲリラを仕掛けるがその度に敗北、復帰を果たせぬまま長享3年（1489年）7月22日、京都で死去。享年39。